# Pivka

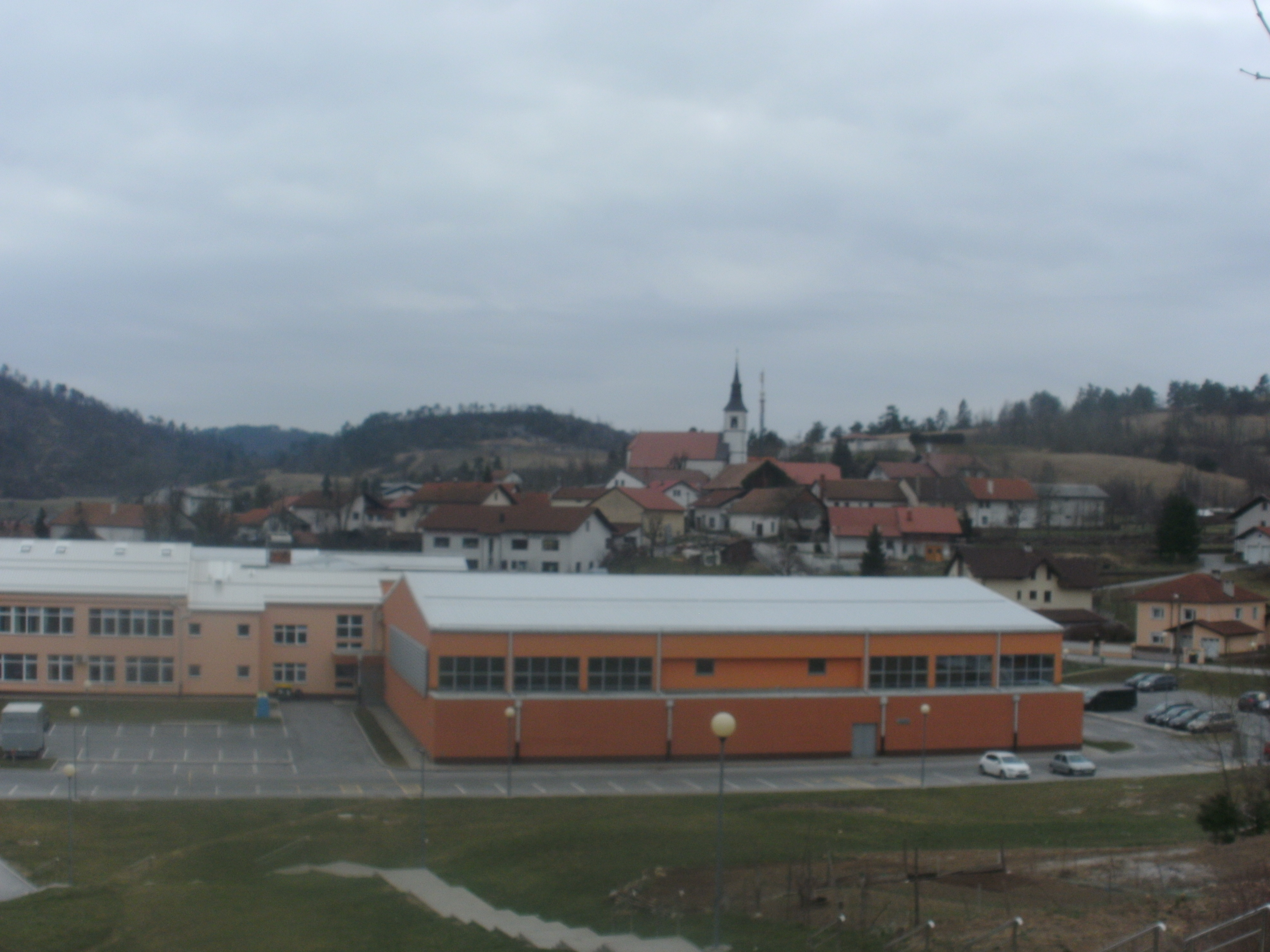
Pivka.

Pivka (tyska: St. Peter in Krain, italienska: San Pietro del Carso) är en liten stad i södra Slovenien. Staden är den administrativa huvudorten för kommunen Pivka. Den hade 2 059 invånare (2002).